# Grand Prix d'Oran 2014
La 1re édition du Grand Prix d'Oran a eu lieu le 14 mars 2014. Elle fait partie du calendrier UCI Africa Tour 2014 en catégorie 1.2. La course est remportée par l'Algérien Adil Barbari.

## Classement final
| Classement final | Classement final | Classement final | Classement final | Classement final  |
|                  | Coureur          | Pays             | Équipe           | Temps             |
| ---------------- | ---------------- | ---------------- | ---------------- | ----------------- |
| 1er              | Adil Barbari     | Algérie          | '                | en 2 h 21 min 4 s |
| 2e               | Hichem Chaabane  | Algérie          |                  | + 16 s            |
| 3e               | Thomas Rabou     | Pays-Bas         |                  | + 1 min 33 s      |
| modifier         |                  |                  |                  |                   |